# Waidhofen an der Thaya
Waidhofen an der Thaya – miasto powiatowe w Austrii, w kraju związkowym Dolna Austria, siedziba powiatu Waidhofen an der Thaya. Liczy 5 606 mieszkańców (1 stycznia 2014).

## Miejscowości partnerskie
- Heubach, Niemcy
- Telcz, Czechy